# Ledro
Ledro település Olaszországban, Trento megyében. Lakosainak száma 5317 fő (2023. január 1.). Ledro Storo, Bondone, Bleggio Superiore, Fiavé, Tione di Trento, Magasa, Riva del Garda, Nago–Torbole, Tremosine, Borgo Lares, Pieve di Bono-Prezzo, Tenno, Limone sul Garda és Borgo Chiese községekkel határos.

## Népesség
A település népességének változása:
| Lakosok száma | 5418 | 5323 | 5292 | 5317 |
|               | 2013 | 2017 | 2018 | 2023 |